# 張同德
張同德（？—？），號明寰，河南開封府祥符縣人，明朝政治人物。

## 生平
萬曆四年（1576年）丙子科河南鄉試舉人。萬曆二十年（1592年），登壬辰科第三甲第五十五名進士，大理寺觀政，改翰林院庶吉士，二十二年授吏科給事中，二十三年五月仕至工科右給事中。二十四年因费甲金一案革职为民。天啓二年（1622年）贈光禄寺少卿。

## 家族
曾祖張誠；祖父張繼先；父張恩，府同知致仕，贈奉政大夫。